# Stazione meteorologica di Alassio
La stazione meteorologica di Alassio è la stazione meteorologica di riferimento relativa alla città di Alassio.

## Storia
La stazione meteorologica e l'osservatorio vennero istituiti nel 1881 presso l'Istituto Salesiano attiguo alla chiesa di Santa Maria degli Angeli di Alassio. La strumentazione dell'osservatorio venne collocata alla sommità del campanile della chiesa.
La stazione inizialmente forniva i dati registrati all'Ufficio Centrale di Meteorologia e, a partire dal 1916, al Ministero dei lavori pubblici per la compilazione degli annali idrologici: fino al 1931 i dati della stazione termopluviometrica sono stati pubblicati negli annali del compartimento di Pisa e dal 1932 al 1998 negli annali del compartimento di Genova.
Con la regionalizzazione del servizio idrologico nazionale, a partire dal 2003 la stazione meteorologica ha iniziato a fornire i dati all'ARPAL, l'agenzia regionale per la protezione ambientale della regione Liguria che a sua volta ha provveduto all'installazione di una centralina automatica per la raccolta dei dati in tempo reale.

## Caratteristiche
La stazione meteorologica si trova nell'Italia nord-occidentale, in Liguria, in provincia di Savona, nel comune di Alassio, a 10 metri s.l.m. e alle coordinate geografiche 44°00′22.41″N 8°10′08.74″E, con le strumentazioni collocate a 25 metri s.l.m. (circa 15 metri dal suolo).

## Dati climatologici
In base alla media trentennale di riferimento 1961-1990, la temperatura media del mese più freddo, gennaio, si attesta a +9,7 °C; quella del mese più caldo, luglio, è di +24,9 °C.
Le precipitazioni medie annue si aggirano tra i 650 e i 700 mm, distribuite mediamente in 58 giorni, con minimo in estate e picco in autunno.
L'eliofania assoluta media annua si attesta a 6,1 ore giornaliere, con minimo di 4 ore giornaliere in gennaio e novembre e massimo di 9,5 ore giornaliere a luglio.
Il vento si caratterizza per una velocità media annua di 3,7 m/s, con minimo di 3,2 m/s a luglio e massimi di 4,2 m/s in febbraio e dicembre; le direzioni prevalenti sono di tramontana nel periodo compreso tra ottobre ed aprile e di ostro nel periodo tra maggio e settembre.
| Alassio                            | Mesi  | Mesi  | Mesi  | Mesi  | Mesi  | Mesi  | Mesi  | Mesi  | Mesi  | Mesi  | Mesi  | Mesi  | Stagioni | Stagioni | Stagioni | Stagioni | Anno |
| Alassio                            | Gen   | Feb   | Mar   | Apr   | Mag   | Giu   | Lug   | Ago   | Set   | Ott   | Nov   | Dic   | Inv      | Pri      | Est      | Aut      | Anno |
| ---------------------------------- | ----- | ----- | ----- | ----- | ----- | ----- | ----- | ----- | ----- | ----- | ----- | ----- | -------- | -------- | -------- | -------- | ---- |
| T. max. media (°C)                 | 11,7  | 12,2  | 14,2  | 16,9  | 19,9  | 23,6  | 26,9  | 26,8  | 24,2  | 20,2  | 15,4  | 12,7  | 12,2     | 17,0     | 25,8     | 19,9     | 18,7 |
| T. min. media (°C)                 | 7,7   | 8,1   | 10,0  | 12,7  | 15,8  | 19,6  | 22,9  | 22,8  | 20,4  | 16,3  | 11,7  | 8,7   | 8,2      | 12,8     | 21,8     | 16,1     | 14,7 |
| Precipitazioni (mm)                | 73    | 74    | 76    | 53    | 48    | 35    | 13    | 35    | 47    | 82    | 72    | 63    | 210      | 177      | 83       | 201      | 671  |
| Giorni di pioggia                  | 5     | 5     | 7     | 5     | 5     | 4     | 2     | 3     | 4     | 6     | 7     | 5     | 15       | 17       | 9        | 17       | 58   |
| Eliofania assoluta (ore al giorno) | 4,0   | 4,6   | 5,1   | 6,2   | 6,9   | 8,1   | 9,5   | 8,4   | 6,5   | 5,7   | 4,0   | 4,1   | 4,2      | 6,1      | 8,7      | 5,4      | 6,1  |
| Vento (direzione-m/s)              | N 4,1 | N 4,2 | N 3,9 | N 3,7 | S 3,4 | S 3,3 | S 3,2 | S 3,3 | S 3,3 | N 3,7 | N 4,1 | N 4,2 | 4,2      | 3,7      | 3,3      | 3,7      | 3,7  |